# Žiga (Vorname)
Žiga ist ein männlicher Vorname, der insbesondere in Slowenien verbreitet ist.
Der Name ist eine Kurzform des deutschen Namens Siegmund, der sich aus den althochdeutschen Wörtern sigu (Sieg) und munt (Verteidigung, Schutz) zusammensetzt.

## Namensträger
- Žiga Hirschler (1894–1941), jugoslawischer Komponist und Musikkritiker
- Žiga Jančar (* 2005), slowenischer Skispringer
- Žiga Jeglič (* 1988), slowenischer Eishockeyspieler
- Žiga Jelar (* 1997), slowenischer Skispringer
- Žiga Laci (* 2002), slowenischer Fußballspieler
- Žiga Pagon (* 1986), slowenischer Naturbahnrodler
- Žiga Pance (* 1989), slowenischer Eishockeyspieler
- Žiga Pavlin (* 1985), slowenischer Eishockeyspieler
- Žiga Repas (* 2001), slowenische Fußballspieler
- Žiga Šolar (* 1990), slowenischer Naturbahnrodler
- Žiga Turk (* 1962), Professor für Bauingenieurwesen und slowenischer Minister